# ریکاردو بودن
ریکاردو بودن (انگلیسی: Being the Ricardos) فیلمی آمریکایی در ژانر درام زندگی‌نامه‌ای به نویسندگی و کارگردانی آرون سورکین است که در سال ۲۰۲۱ منتشر شد. این فیلم در مورد رابطهٔ میان ستاره‌های عاشقتم لوسی، لوسیل بال و دزی آرناز ساخته شده‌است. نیکول کیدمن و خاویر باردم نقش بال و آرناز را ایفا می‌کنند و جی. کی. سیمونز، نینا آریاندا، تونی هیل، عالیه شوکت، جیک لیسی، و کلارک گرگ از دیگر بازیگران فیلم هستند.
این فیلم در ۱۰ دسامبر ۲۰۲۱ توسط آمازون استودیوز در ایالات متحده به صورت محدود منتشر شد و سپس در ۲۱ دسامبر ۲۰۲۱ به‌صورت جهانی در پرایم ویدئو منتشر شد. این فیلم نقدهای متفاوت تا مثبتی را از سوی منتقدان دریافت کرده و نقش‌آفرینی کیدمن، باردم و سیمونز با ستایش منتقدان مواجه شد. کیدمن برای این فیلم برندهٔ جایزهٔ گلدن گلوب شد.

## بازیگران
- نیکول کیدمن در نقش لوسیل بال
- خاویر باردم در نقش دزی آرناز
- جی. کی. سیمونز در نقش ویلیام فرالی
- نینا آریاندا در نقش ویویان ونس
- تونی هیل در نقش جس اوپنهایمر
- عالیه شوکت در نقش مادلین پوگ
- جیک لیسی در نقش باب کارول جونیور
- کلارک گرگ
- نلسون فرانکلین
- جان روبینشتاین
- لیندا لوین
- رابرت پاین
- کریستوفر دنهام[۴]

## تولید

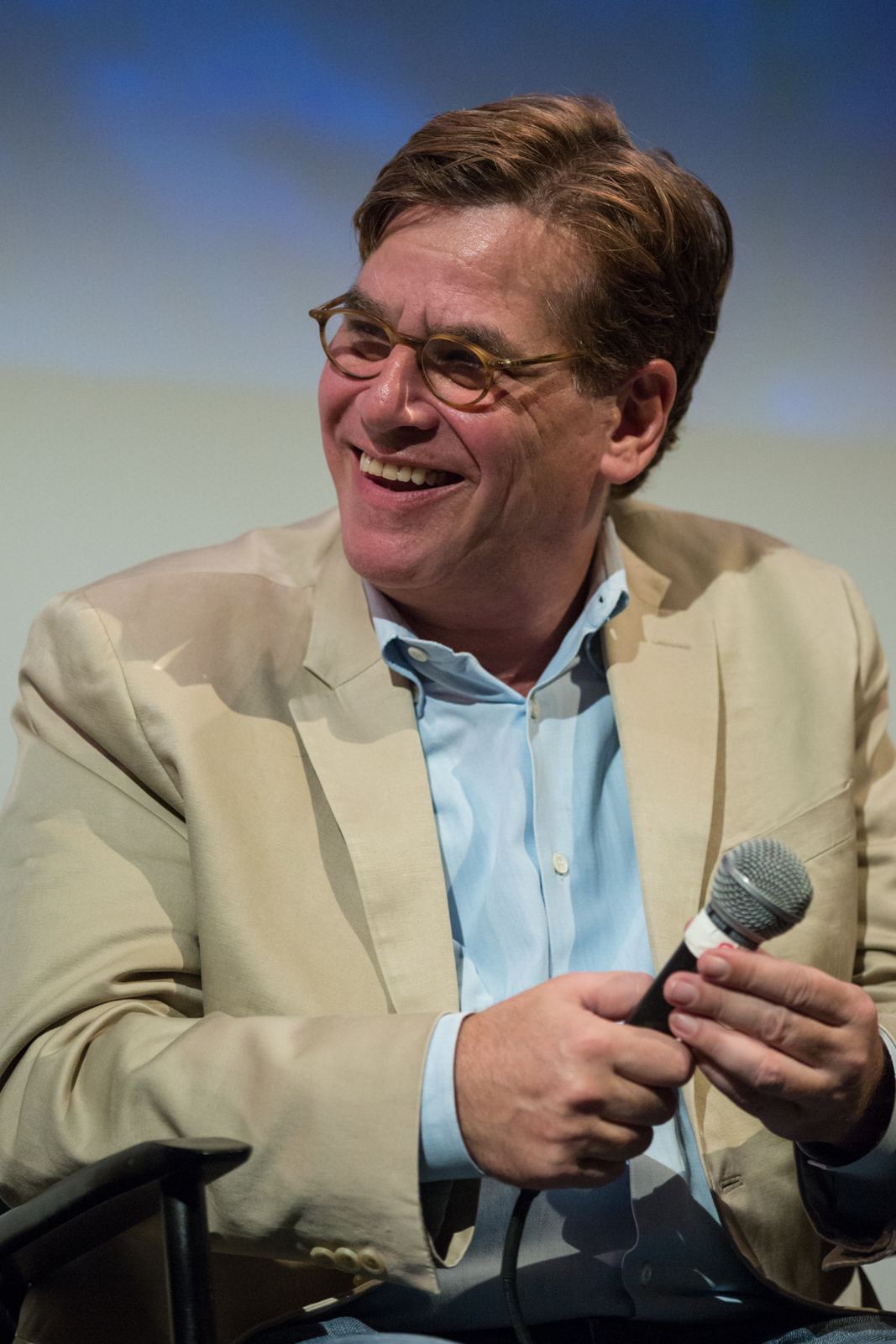
آرون سورکین سال ۲۰۱۶ در برنامه تلویزیونی

این فیلم توسط آمازون استودیوز در اوت ۲۰۱۷ خریداری شد.
فیلمبرداری در ۲۹ مارس ۲۰۲۱ در لس آنجلس آغاز شد. و تونی هیل، عالیه شوکت، جیک لیسی و کلارک گرگ به جمع بازیگران اضافه شدند.